# Grad Esztergom
Grad Esztergom, latinsko Solva, je bil rimski vojaški tabor, katerega posadka je bila zadolžena za naloge varnosti in nadzora na panonskem donavskem limesu. Reka je na velikih odsekih tvorila mejo Rimskega cesarstva. Ostanki utrdbe, odkriti ob vznožju hribovja Pilis nad Donavo, so zdaj na območju severnega madžarskega mesta Esztergom.

## Položaj
Utrdba je bila zgrajena neposredno na bregu Donave na prostostoječem ovalnem skalnem platoju. Geološko je približno 150 metrov visoka vzpetina pripadala severozahodnemu vznožju hribovja Pilis. Izpostavljena lokacija je posadki omogočila popoln panoramski pogled. Od tod je bila vojaška in trgovska pot, ki je potekala proti vzhodu v depresiji med Kastellbergom in vzpenjajočimi se hribi, vidna iz velike razdalje. Donavo, ki prihaja z jugozahoda in teče mimo nekdanje utrdbe v loku, ki sega daleč proti severozahodu, pa tudi nasprotni breg reke v Barbarikumu, ki je na zahodu zelo raven, je bilo prav tako mogoče zlahka nadzorovati iz te točke. Predvsem je bilo treba opazovati območja, ki so mejila na Rimsko cesarstvo na tem območju germanskih Kvadov, ki so veljali za potencialne nasprotnike. S pomočjo verige stražnih stolpov, zgrajenih ob Donavi, je bila zagotovljena tudi hitra komunikacija z drugimi obrambnimi sistemi ob meji.

## Zgodovina raziskav
Zaradi dobre obrambne možnosti je bil grajski hrib poseljen že od nekdaj. Ko so leta 1820 zgradili nadškofovsko baziliko, ki danes obvladuje planoto, so predhodna izkopavanja žal izostala. Raziskave 20. stoletja – ki so se začele v 1930-ih – so morale biti zaradi postrimskega, velikega gradbenega razvoja omejene na majhne sonde. Zlasti raziskave arheologa Sándorja Sopronija (1926–1995) so dale dragocen vpogled v zgodovino gradnje te utrdbe. Arheološka izkopavanja so potekala v letih 1934 do 1938, 1961 do 1962 in 1981 do 1999.
Eno najbolj kontroverznih poglavij v raziskavah madžarskega limesa je bilo iskanje lokacije dvorca Solva, ki je omenjen v treh starodavnih virih, v Itinerarium Antonini, pri Klavdiju Ptolemaju in v Notitia Dignitatum. Na podlagi analize teh virov bi lahko Esztergom skoraj z gotovostjo identificirali kot rimsko Solvo.

## Zgodovina gradnje
Ni arheoloških dokazov o zgodnji utrdbi iz lesa in zemlje, ki bi jo lahko domnevali za to lokacijo. Zlasti severnoitalsko in južnogalsko terra sigillata, najdeno na mestu, istrske amfore in napise lahko datiramo v obdobje vladavine cesarja Klavdija I. (41–54). Po Soproniju se je prej znana rimska gradbena dejavnost začela neposredno nad plastjo latenske naselbine (150 pr. n. št. - 30/0 pr. n. št.), ki je bila prej zgrajena na tem mestu in jo je mogoče datirati v 2. stoletje stoletje pred našim štetjem. Med to poznokeltsko naselbino in zgodnjesrednjeveškimi plastmi je bilo na dolžini 150 metrov mogoče prepoznati različna rimska gradbena obdobja.
Pod nekdanjim dvoriščem vojašnice in árpádskim horizontom je bil večinoma odkrit horreum (kašča). Po odstranitvi podrte strehe iz strešnikov so še vedno našli ožgano plast žita, iz katere je bilo mogoče izvleči dobro ohranjen kovanec iz obdobja vladavine cesarja Klavdija II. (268–270). Po eni strani so temelji horreuma temeljili na obzidju prvega, verjetno kratkega taborskega gradbenega obdobja, po drugi strani pa so vedno znova motili gradbene strukture iz drugega obdobja. Soproni je domneval, da je horreum nastal med fazo prenove pod Severani (193-235), kar je bilo povezano z velikim uničenjem na limesu med markomanskimi vojnami (166-180). Na podlagi najdb je datiral požar v poslopju kašče v leto 270, ko je kvadsko-vandalo-sarmatski oziroma vandalsko-švedsko-sarmatski napad opustošil panonsko obmejno območje. Horreum je bil nato le začasno popravljen in dobil novo streho. Razen tega bagri niso mogli zaznati nobenih nadaljnjih sprememb. Stavba je v tej obliki obstajala do Konstantinove dobe.
Iz naslednjih plasti, 40 do 45 centimetrov nad tlemi skladiščne stavbe, je bila prepoznana poznorimska uničevalna plast, ki je vsebovala kovanec iz obdobja vladavine cesarja Konstantina (306–337), fragment škatlastega okovja in opečnati žig z odtisom VINCENTIA.
Nadaljnji žigi prikazujejo znamke CORTA VICEN(tia), Quadriburgium, Terentius dux in Frigeridus dux. Zadnje omenjene osebnosti so bile vrhovni poveljniki poznoantične panonske province Valerije pod cesarjem Valentinijanom I. (364–375). Takrat so na Renu in Donavi potekala obsežna gradbena dela v okviru stabilizacije meje.

## Vikusin grobišče
Na območju današnjega mesta Esztergom je bilo že zgodaj najdenih veliko število rimskih najdb, kar je tudi kazalo na večjo civilno naselbino. Med nujnimi izkopavanji so na območju današnjega Vízivárosa pod grajskim gričem večkrat opazili sledove taborske vasi (vicus).
Poznorimsko grobišče, ki je jugovzhodno od grajskega hriba, pod baročnimi kapitlji, je dokumentirano po najdbah v 4. in 5. stoletju. Drugo grobišče je bilo odkrito na bližnjem Sankt-Georgsbergu.
Posebna najdba iz območja grobišča je prišla na dan leta 1890 v koridorju Bánom blizu Esztergoma. Odkrita je bila pravokotna napisna plošča, ki je pripadala nagrobni zgradbi iz judovskega pokopa. Kamen, izdelan za Iudata in Kasijo v 3. stoletju našega štetja, je prejel preprosto vrezano risbo sedemkrakega svečnika (menora) in nad njim naslednji latinsko-grški napis:
Μεμορια Iudati patiri
et μεμορια Κασσιε
εὐλ (ογία)

## Postrimski razvoj
Gradivo iz rimskih stavbnih ostankov na grajskem hribu je bilo z madžarsko osvojitvijo ponovno uporabljeno za gradnjo več zaporednih stavb, obstoječe temeljne stene so skoraj popolnoma izginile pod novejšimi gradbenimi plastmi. V zgodnjem srednjem veku so se na starodavnih ruševinah naselili Slovani in ustanovili utrjeno naselbino, imenovano Strigonium. Izkopavanja prve madžarske kraljeve palače, ki je bila tu pozneje zgrajena in je vključevala krščansko baziliko, so posebnega pomena za današnjo zgodovino Madžarske.

## Spomeniško varstvo
V skladu z zakonom št. LXIV iz leta 2001 so madžarski spomeniki zaščiteni z vpisom v register spomenikov. Utrdba Tokod in vsi drugi objekti Limesa se v skladu s § 3.1 štejejo za arheološka najdišča kot kulturne dobrine nacionalne vrednosti. Po § 2.1 so vse najdbe državna last, ne glede na to, kje so. Kršitve izvoznih predpisov se štejejo za kaznivo dejanje ali kaznivo dejanje in se kaznujejo z zaporom do treh let.
Večina najdb iz utrdbe in okolice je zdaj v grajskem muzeju, podružnici Madžarskega narodnega muzeja, in v muzeju Balassa-Bálint ob vznožju gradu] v Esztergomu.
- Pogled na Víziváros med Grajskim gričem in Donavo
- Mejnik in posvetilni oltar v muzeju Balassa Bálinta. Tisti leta 230 (Konzularna datacija) starost legijskega veterana Avrelija Respekta verjetno izvira iz »Aquincuma« ali Pilisvörösvára.
- Rimski oltar in sarkofag v muzeju Balassa-Bálint
- Sodobno dopolnjeni ostanki rimskega miljnika jugovzhodno od grajskega griča na Bajcsy-Zsilinszky út

## == Literatura
- Albin Balogh: Néhány adat Esztergom városának és vármegyének római korából (Einige Angaben zu Stadt und Komitat Esztergom während der Römerzeit). In: Esztergom Évlapjai 1934, S. 41–52.
- Sándor Soproni: Rettungsgrabungen am Donaulimes bei Esztergom (Solva). In: Die Ergebnisse der archäologischen Ausgrabungen beim Aufbau des Kraftwerkes Gabčíkovo–Nagymaros. Nové Vozokany 6.–7. Oktober 1988. Archäologischen Institut der Slowakischen Akademie der Wissenschaften, Nitra, 1990. S. 43–48.
- Sándor Soproni: Neue Forschungen an der Limesstrecke zwischen Esztergom und Visegrád. In: Roman frontier studies 1979. 12th International Congress of Roman Frontier Studies. B.A.R. Oxford 1980. ISBN 0-86054-080-4. S. 671–679
- Sándor Soproni: Der spätrömische Limes zwischen Esztergom und Szentendre. Das Verteidigungssystem der Provinz Valeria im 4. Jh. Akadémiai Kiadó, Budapest 1978.
- Sándor Soproni: Solva (Esztergom). In: Jenö Fitz (Hrsg.): Der Römische Limes in Ungarn. Fejér Megyei Múzeumok Igazgatósága, 1976.
- Zsolt Visy: The ripa Pannonica in Hungary. Akadémiai Kiadó, Budapest 2003, ISBN 963-05-7980-4, S. 46–48.
- Zsolt Visy: Der pannonische Limes in Ungarn. Theiss, Stuttgart 1988, ISBN 3-8062-0488-8, S. 67–68.